# Сент-Хеленс
Сент-Хе́ленс — активный стратовулкан, расположенный в округе Скамания штата Вашингтон, США, в 154 километрах к югу от Сиэтла и в 85 километрах к северу от города Портленд (Орегон). Назван в честь британского дипломата лорда Сент-Хеленса, друга исследователя Джорджа Ванкувера, который проводил топографические работы в этом районе в конце XVIII века. Расположен в Каскадных горах и является одним из вулканов «Тихоокеанского огненного кольца», которое включает в себя 160 активных вулканов.
Вулкан наиболее известен катастрофическим (5 баллов по шкале извержений) извержением 18 мая 1980 года, при котором погибло 57 человек. Относительно большое количество жертв связано с тем, что извержение было редкого типа «направленный взрыв» (наподобие извержения Безымянной сопки 1956 года). Процесс извержения вулкана и распространения облака пепла был заснят фотографом Робертом Ландсбургом, погибшим при этом извержении, но сохранившим плёнку. В результате извержения высота вулкана уменьшилась на 400 метров.

## В культуре
- В 1982 году американский композитор Алан Хованесс написал симфонию «Гора Сент-Хеленс» (Симфония № 50, Op. 360), третья часть которой посвящена этому извержению.
- В 1981 году был снят художественный фильм «Сент-Хеленс» на основе событий 18 мая 1980 года.
- О вулкане Сент-Хеленс, восхождениях на него, его извержении и созданном после извержения заповеднике рассказывается в прозо-поэтическом цикле Гэри Снайдера из книги «Опасность на вершинах» (2004).
- Извержение 18 мая 1980 года наблюдал со своего участка главный герой фильма Ларса фон Триера «Дом, который построил Джек».
- На вулкане происходили натурные съемки фильма «Пик Данте», где Сент-Хеленс изображал одноименный вымышленный вулкан. Извержение 1980 года неоднократно упоминается в самом фильме.